# Titiribí (ort)
Titiribí är en ort i Colombia.   Den ligger i departementet Antioquía, i den nordvästra delen av landet, 250 km nordväst om huvudstaden Bogotá. Titiribí ligger 1 540 meter över havet och antalet invånare är 3 787.
Terrängen runt Titiribí är bergig söderut, men norrut är den kuperad. Runt Titiribí är det tätbefolkat, med 257 invånare per kvadratkilometer. Närmaste större samhälle är Caldas, 17,7 km öster om Titiribí. Omgivningarna runt Titiribí är en mosaik av jordbruksmark och naturlig växtlighet.